# Mósuszpolip
A mósuszpolip vagy más néven pézsmapolip (Eledone moschata) az Octopoda rendbe tartozó fejlábúfaj. A fajt Jean-Baptiste Lamarck francia természettudós írta le 1798-ban. Olaszországban moscardino, polpo moscato vagy mughetto néven ismert. A moschata név a latin „moschatus” (pézsmaillat) szóból származik, mivel a faj a mósusz illatához hasonló szagot tud árasztani magából.

## Elterjedése
A pézsmapolip a Földközi-tenger egyik endemikus faja. Elterjedése az Atlanti-óceánban a Gibraltári-szoros nyugati partjára és a spanyolországi Cádizi-öbölre korlátozódik, elérve Portugália déli partjait. A közelmúltban jelentették jelenlétét az Égei-tengeren és a Gabès-öbölben is. Ideális élőhelye a 10-500 méteres mélységben található az iszapos fenéken, de minden évszakban megtalálható homokos talajon is, viszont a sziklás aljzaton ritkábban fordul elő. Éjjel inkább a partok közelében megtalálható, de kis mélységben itt is nehéz meglátni.

## Leírása
Általában összetévesztik a jobban ismert közönséges polippal (Octopus vulgaris), amellyel sok anatómiai jellemzője megegyezik. Azonban a mósuszpolipnak csak egy sor szívókorong húzódik végig a csápján, ellentétben a közönséges polippal. Színe barna, szürkés tükröződésekkel és néhány feketés vagy sötétbarna folttal. Az estei órákban a test és a csápok mentén kékes irizáló is látható. Méretét tekintve kicsi, maximális hossza 74 cm, súlya általában 1,5 kg. A tintazsákjában termelődő tintát a fajon belüli küzdelmek során is felhasználják, hogy a párzási időszak alatt elriasszák a versenytársakat. Meglehetősen intelligens állat, képes komplex tevékenységeket és érzelmi asszociációkat megtanulni. Zsákmányszerzéskor sajátos pézsmaillatot bocsát ki a bőr alatti mirigyeinek jelenléte miatt. 

## Életmódja
A pézsmapolip félénk és magányos állat, de opportunista viselkedésének köszönhetően nagyon jól tud alkalmazkodni a különböző környezeti, ökológiai és éghajlati paraméterekkel jellemezhető extrém életkörülményekhez. Éjszaka sok vízi állatfaj, például rákfélék, egyéb puhatestűek és kishalak aktív ragadozójává alakul át. Vadászatkor zsákmányát a homok vagy iszap alatt lesben állva, egy hirtelen ugrással kapja el, ami egy állítható szifonnak köszönhetően lehetséges. Ha szűkös a talált zsákmánya, akkor a fenéken talált dögökkel vagy állati maradványokkal táplálkozhat, valamint kannibalizmust hajthat végre, így hatékonyan tud versenyezni a szelektív állatokkal. 
A tengerfenéken szaporodik leginkább a téli és tavaszi időszakban, és az ivarérett példányok többsége január és február hónapokban figyelhető meg. A hím párzás közben a nőstényt csápjaival fogja, és a spermiumokat a hektokotilizált karnak köszönhetően a nőstény petevezetékébe fekteti a köpeny alá, ahol a megtermékenyítés megtörténik. A megtermékenyített petékből álló petefürtöket a nőstények szilárd aljzatra, sziklára tapasztják. Legfőbb ellenségei a vízi emlősök, leginkább a delfinek.

## Felhasználása

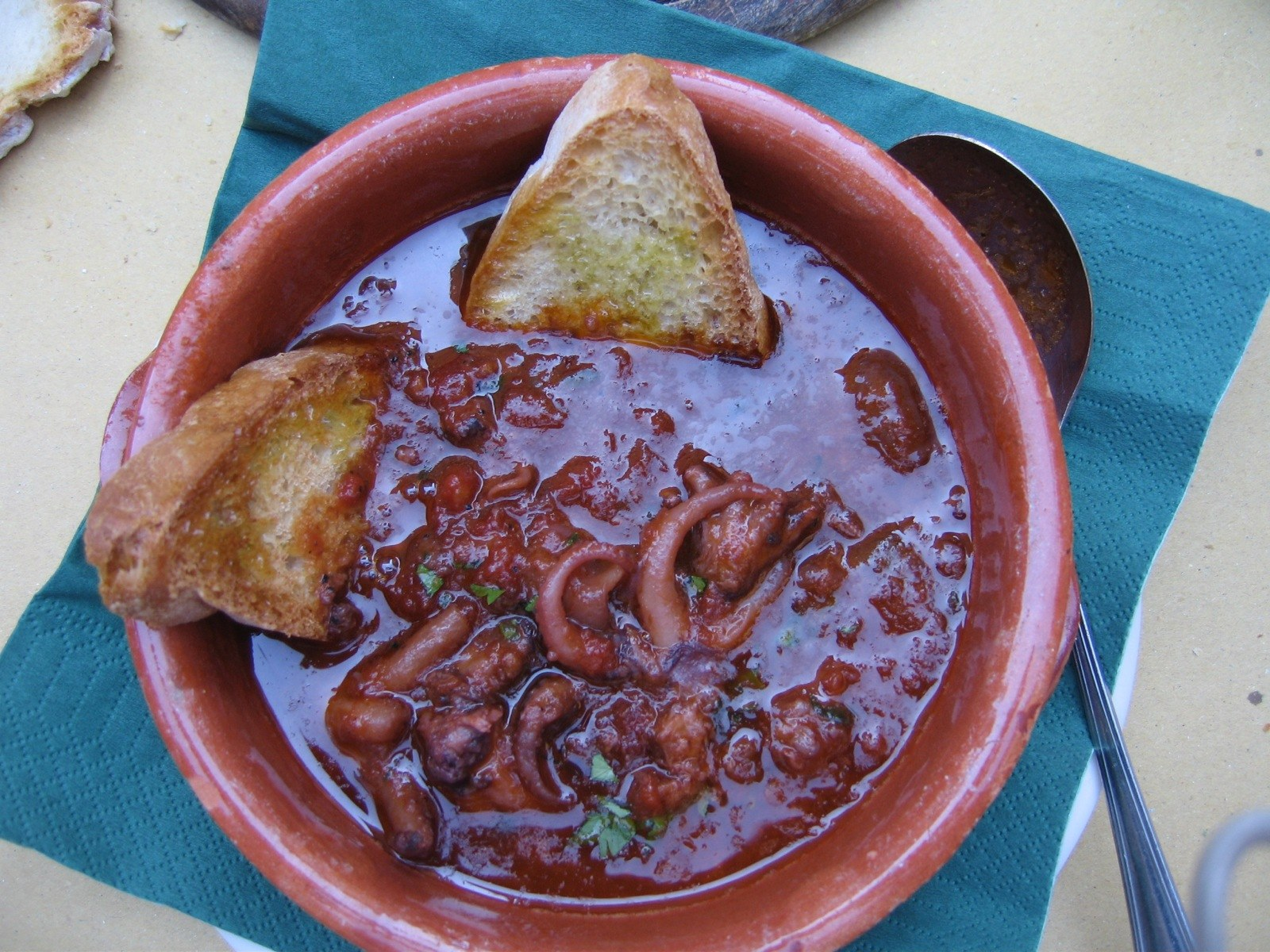
Mósuszpolipból készített olasz étel

Viszonylag ismert állatfaj a halászok körében.